# César Benavides
César Raúl Benavides Escobar (Santiago, 12 de marzo de 1912-ibídem, 25 de marzo de 2011) fue un militar chileno, teniente general del Ejército de Chile. Fue miembro de la Junta Militar de Gobierno que gobernó su país entre 1973 y 1990, desempeñándose como ministro de Estado en las carteras del Interior y de Defensa Nacional.

## Familia
Nació en Santiago de Chile el 12 de marzo de 1912. Se casó en 1944 con María del Carmen Montero Marín, hija del abogado, notario, y director del Partido Liberal (PL) Félix Montero Urzúa, y María Marín. Con su cónyuge tuvo una hija, María Isabel.

## Carrera militar y política
Ingresó como cadete a la Escuela Militar del Libertador Bernardo O'Higgins en 1936, egresando con el grado de subalférez en el arma de telecomunicaciones en 1939; fue ascendido a alférez en 1940. Desde que ingresó a la Escuela Militar, formó parte del Grupo de Ingenieros n.º 3 en la Escuela de Ingenieros y de la Escuela de Transmisiones.
Seguidamente, en 1941, fue ascendido a subteniente, en 1947, efectuó el curso de teniente en la Escuela de Ingeniería, siendo ascendido en 1948 a capitán, y entre 1949 y 1952, realizó el curso de posgraduados en la Academia de Guerra del Ejército. Luego, en 1953, fue alummo de la Academia de Guerra en la Escuela de Telecomunicaciones, y dos años después, pasó a desempeñarse como secretario de Estudios interino de dicha Escuela, así como también fue ascendido a mayor; todos estos últimas funciones bajo el segundo gobierno del presidente Carlos Ibáñez del Campo.
A continuación, en 1958, tomó parte de la misión militar de Chile en Washington D. C. (Estados Unidos) y realizó estudios avanzados en telecomunicaciones en la Signal School en la base Fort Monmouth de dicho país. En 1962, fue ascendido a teniente coronel, y cinco años más tarde, fue nombrado por el presidente Eduardo Frei Montalva como agregado militar, naval y acronáutico de Chile en Quito, Ecuador. A su regreso al país, en 1968, realizó el curso de seguridad militar en la Academia de Guerra y actuó como profesor en la misma. Tres años después, participó del curso de Alto Mando en la Academia de Defensa Nacional, y fue nombrado por el presidente Salvador Allende como director de la Academia de Guerra; al año siguiente, fue ascendido por dicho mandatario a general de brigada.
Como hombre de confianza del general Augusto Pinochet, participó activamente en la organización y ejecución del golpe de Estado del 11 de septiembre de 1973, el cual derrocó a Allende. Desde diciembre de ese año, supervisó la seguridad en las regiones del sur de Chile, y participó en las actividades de la Brigada Lautaro, que actuó como unidad operativa de la Dirección de Inteligencia Nacional (DINA), la policía secreta del régimen. De forma simultánea, a partir de 1974, ejerció como comandante en jefe de la V División del Ejército, con sede en Punta Arenas.
Abandonó ambos cargos el 11 de julio de ese año, siendo nombrado por Pinochet como titular del Ministerio del Interior, labor que mantuvo hasta el 14 de abril de 1978, fecha en que, tras el nombramiento de Sergio Fernández Fernández como ministro del Interior (el primer ministro de Estado civil del régimen), fue reasignado como titular del Ministerio de Defensa Nacional y se le confirió el grado de teniente general, fungiendo esa función hasta el 29 de diciembre de 1980. Según analistas e historiadores, durante su gestión en la primera repartición, su toma de decisiones fue vital para actuar en la represión contra los opositores del régimen, registrándose más de 2.000 ejecutados y detenidos desaparecidos.
El 11 de marzo de 1981, se integró como miembro de la Junta Militar de Gobierno —en representación del Ejército— que cumplía el rol de poder legislativo, sucediendo formalmente a Pinochet, quien dejó dicha Junta para asumir la presidencia de la República de jure, tras la aprobación de la Constitución Política de 1980. Siendo uno de los militares más leales a Pinochet, el 2 de diciembre de 1985 fue retirado de la Junta Militar, siendo sucedido por Julio Canessa Robert; y en ese mismo año pasó a retiro de la institución castrense.
A lo largo de su trayectoria militar le fueron otorgadas varias condecoraciones, entre ellas, la Gran Estrella al Mérito Militar, por 30 años de servicio (en 1966) y la Condecoración «Presidente de la República» (en 1973).

### Historial militar
Su historial de ascensos en el Ejército fue el siguiente:
- 1936: Cadete de la Escuela Militar
- 1939: Subalférez de la Escuela Militar
- 1940: Alférez
- 1941: Subteniente
- 1947: Teniente
- 1948: Capitán
- 1955: Mayor
- 1962: Teniente coronel
- 1968: Coronel
- 1972: General de brigada
- 1974: General de división
- 1978: Teniente general

## Controversias
Tras el régimen fue perseguido por la justicia internacional por crímenes de lesa humanidad, siendo clasificado como «extraditable» por el juez español Baltasar Garzón. Bajo ese contexto, en 2003 suscribió una declaración, con otros siete generales en retiro, en las que rechazaban las violaciones a los derechos humanos ocurridas durante el período entre 1973 y 1990.
El 23 de febrero de 2005, fue encausado por el juez Juan Guzmán Tapia como cómplice de dieciséis secuestros ocurridos en el marco de las operaciones Cóndor y Colombo, ejecutados a partir de 1975 por las fuerzas represivas del régimen. Asimismo, fue procesado en calidad de cómplice en el caso de cinco miembros del Movimiento de Izquierda Revolucionaria (MIR) desaparecidos en Argentina en 1976, entre ellos el ingeniero civil Edgardo Enríquez Espinosa. Por aquella investigación, fue puesto bajo la medida cautelar de arresto domiciliario.
Posteriormente, el 17 de noviembre de 2009, se formularon cargos en un tribunal español contra un grupo de militares miembros del régimen, incluyéndolo, donde fueron acusados del asesinato del diplomático comunista español Carmelo Soria en 1976, sin embargo, dicho proceso no fue llevado a cabo.
Falleció en su lugar natal el 25 de marzo de 2011, a causa de una enfermedad, a los 99 años. Su funeral fue realizado al día siguiente, tras una misa en la Catedral Castrense de Santiago.